# Terrängbil m/42 KP
Lo  Terrängbil m/42 KP (Tgbil m/42) era un veicolo trasporto truppe svedese ruotato 4×4, adottato durante la seconda guerra mondiale e continuamente aggiornato fino al ritiro nel 2004.

## Storia

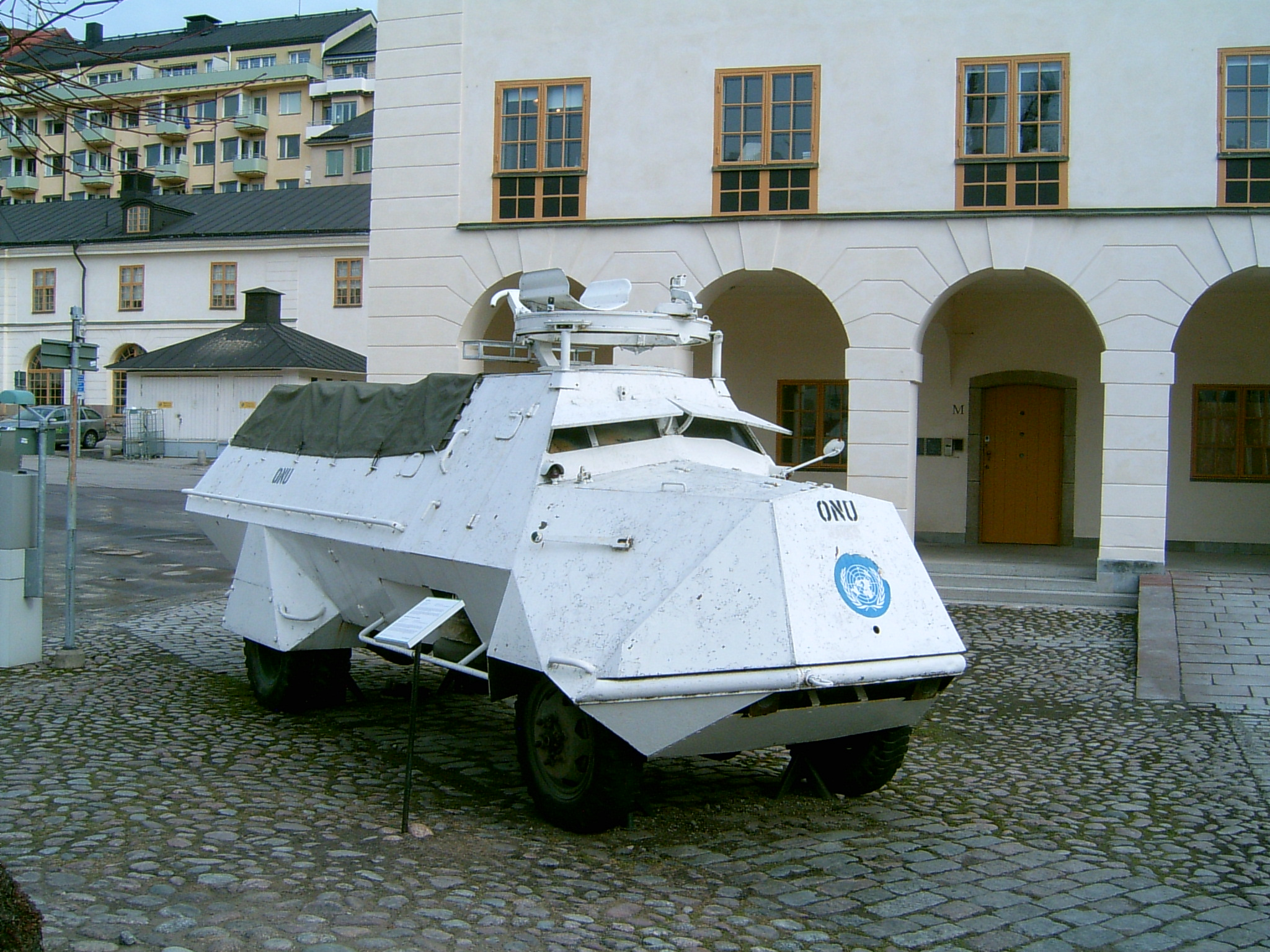
Un Tgbil m/42 VKP al Museo dell'esercito di Stoccolma, nella livrea dell'ONU impiegata in Congo.

L'aumentata mobilità dei carri armati della fine degli anni trenta rese sempre più difficile per le fanterie mantenere il passo, oltre ad essere sempre esposte al tiro di artiglieria. Poiché la seconda guerra mondiale infuriava, non c'era possibilità per le forze armate svedesi di rivolgersi al mercato estero e quindi queste incaricarono nel 1941 la AB Landsverk di estrapolare un trasporto truppe blindando i normali autocarri militari in dotazione.
Le piastre corazzate venivano fornite da Bofors, AD Landsverk, Bröderna Hedlund e Karlstads Mekaniska Werkstad alle aziende automobilistiche Volvo e Scania-Vabis per l'assemblaggio finale; queste consegnarono rispettivamente 100 veicoli su telaio Volvo TLV 141, denominati VKP, e 300 esemplari su telaio Scania-Vabis F10, denominati SPK. Dei 300 mezzi Scania-Vabis, 38 non vennero accettati inizialmente dall'esercito a causa della tensione causata dalle saldature sulle piastre in acciaio temprato; il problema venne risolto usando piastre di acciaio dolce e temprando in forni appositi tutto lo scafo dopo l'assemblaggio. I primi SPK furono consegnati il 9 novembre 1944 ed VPK il 14 novembre, tutti in carico al reggimento P1. I mezzi divennero immediatamente noti tra le truppe come "bare" a causa della loro forma squadrata.
Negli anni cinquanta i Tgbil m/42 furono modificati con l'installazione di una mitragliatrice binata in ralla sulla cabina, cambiando la denominazione in Tgbil m/42 VKPF e SKPF ("F" per Fordonsluftvärn, "veicolo antiaereo"). Nel 1960 un battaglione con 11 SKPF venne inviato nel Congo con la missione ONU; i mezzi furono impiegati nei combattimenti intorno a Elizabethville. Per la validità dimostrata sul campo, le Nazioni Unite acquistarono 15 di questi mezzi per equipaggiare i battaglioni irlandese ed indiano. Alcuni SKPF di surplus dell'ONU furono ricondizionati e ceduti all'Esercito congolese nel 1964-65. Nello stesso periodo 64 SKPF furono assegnati alla polizia per compiti di ordine pubblico. I SKPF furono schierati anche dalla Forza di Peacekeeping delle Nazioni Unite a Cipro fino a maggio 1978.
Nel 1971 i SKPF rimasti andarono ad equipaggiare il Reggimento P18 "Gotland", dove con limitate risorse negli anni ottanta furono aggiornati allo standard definitivo; 11 di questi Tgbil m/42 E SKPF aggiornati vennero assegnati al Reggimento Dragoni della Guardia (K1) di Stoccolma, per la difesa delle sedi istituzionali. I m/42 vennero ritirati definitivamente nel 2004.

## Utilizzatori stranieri

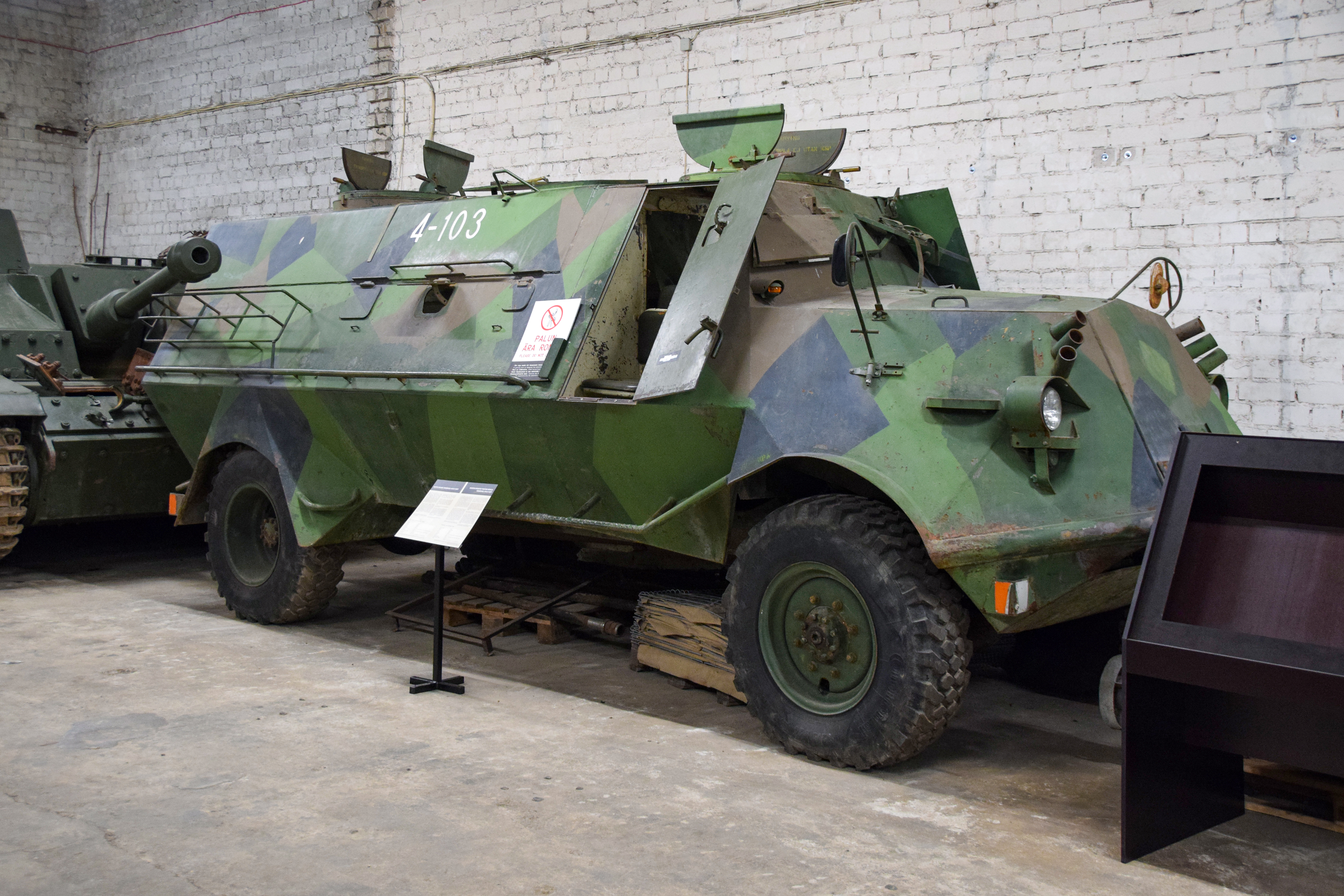
Estone Terrängbil c/42 KP

- Nazioni Unite: 15 m/42 assegnati ad Irlanda e India.
- Estonia: 10 mezzi ceduti dopo l'indipendenza dall'URSS.
- Lettonia: 10 mezzi ceduti dopo l'indipendenza dall'URSS.
- Lituania: 10 mezzi ceduti dopo l'indipendenza dall'URSS.

## Tecnica
Lo scafo, costituito da piastre saldate opportunamente inclinate, era costituito dal vano motore anteriore; dalla cabina che ospitava capocarro, pilota e mitragliere in ralla; dal vano di combattimento, con panchine per 16 uomini completamente equipaggiati, che sedevano al centro spalla contro spalla. La cabina era dotata di due finestre di guida protette da portelli incernierati superiormente, di due portelli laterali di accesso e di botola sul tettuccio. Il vano di combattimento era a cielo scoperto (poteva essere chiuso con un telone), dotato di portellone posteriore e feritoie per consentire ai fanti di usare le armi personali da bordo.
Le due versioni differivano per pochi particolari. La differenza maggiore era l'argano applicato sul lato sinistro sul modello Scania, che consentiva il recupero sia in avanti che indietro, mentre sul Volvo il verricello era applicato sulla fiancata destra e lavorava solo in avanti.
Inizialmente forniti disarmati, i m/42 ricevettero due mitragliatrici Ksp m/36 in installazione binata in ralla per il tiro antiaereo, ottenendo i Tgbil m/42 VKPF e SKPF ("F" per Fordonsluftvärn, "veicolo antiaereo"). In seguito al ferimento di alcuni mitraglieri in Congo, la postazione in ralla venne dotata sul campo di una scudatura a cielo aperto. Nel 1971, per essere trasferiti nel Gotland ricevettero nuovi freni. Nei primi anni ottanta i mezzi superstiti subirono l'aggiornamento finale: la ricostruzione completa comprese l'installazione di un tettuccio corazzato, il miglioramento delle difese antischeggia, una sezione posteriore accorciata con nuovo portellone di carico, servosterzo, fanalerie a norma per la circolazione stradale. Il numero di soldati trasportati si riduceva così a 7. Per migliorare le prestazioni fuoristrada le ruote gemellate furono sostituite da ruote singole di maggiore sezione. L'armamento venne sostituito con due mitragliatrici Ksp 58 e completato con lanciarazzi fumogeni.